# Kathy Hochul
Kathleen Courtney ”Kathy” Hochul, född 27 augusti 1958 i Buffalo, New York, är en amerikansk demokratisk politiker och jurist. Hon är delstaten  New Yorks guvernör sedan 2021, den 57:e i ordningen och den första kvinnan på posten. Hon var tidigare viceguvernör för delstaten under Andrew Cuomo sedan 1 januari 2015. Hon tog över rollen som guvernör den 24 augusti 2021 efter att Cuomo valt att avgå från posten. Mellan 2011 och 2013 var Hochul ledamot av representanthuset för New Yorks 26:e distrikt.
Hon bekräftade den 12 augusti 2021 att hon planerar att kandidera för en hel mandatperiod som guvernör år 2022.
Hochul är gift med William J. Hochul Jr. Paret har två barn.